# Dourdèze
Die Dourdèze ist ein Fluss in Frankreich, der im Département Lot-et-Garonne in der Region Nouvelle-Aquitaine verläuft. Sie entspringt unter dem Namen Ruisseau de Montaillac an der Gemeindegrenze von Loubès-Bernac und Soumensac, entwässert generell Richtung West bis Südwest und mündet nach rund 20 Kilometern an der Gemeindegrenze von Duras und Baleyssagues als rechter Nebenfluss in den Dropt.

## Orte am Fluss
- Montaillac, Gemeinde Loubès-Bernac
- Saint Astier
- Saint-Sernin
- Duras